# Albania na Letnich Igrzyskach Olimpijskich 1972
Reprezentacja Albanii na Letnich Igrzyskach Olimpijskich w 1972 roku w Monachium liczyła pięć osób: czterech mężczyzn i jedną kobietę, którzy wystartowali w dwóch dyscyplinach: podnoszeniu ciężarów oraz strzelectwie.
Był to pierwszy start Albańczyków na letnich igrzyskach.

## Reprezentanci

### Strzelectwo
| Zawodnik       | Konkurencja                      | Finał  | Finał   |
| Zawodnik       | Konkurencja                      | Punkty | Miejsce |
| -------------- | -------------------------------- | ------ | ------- |
| Fatos Pilkati  | pistolet dowolny 50 m            | 546    | 24.     |
| Afërdita Tusha | pistolet dowolny 50 m            | 522    | 51.     |
| Ismail Rama    | karabin małokalibrowy 50 m leżąc | 594    | 22.     |
| Beqir Kosova   | karabin małokalibrowy 50 m leżąc | 587    | 66.     |

### Podnoszenie ciężarów
Mężczyźni
| Zawodnik     | Konkurencja | Wyciskanie | Wyciskanie | Rwanie | Rwanie  | Podrzut | Podrzut | Razem    | Pozycja |
| Zawodnik     | Konkurencja | Wynik      | Pozycja    | Wynik  | Pozycja | Wynik   | Pozycja | Razem    | Pozycja |
| ------------ | ----------- | ---------- | ---------- | ------ | ------- | ------- | ------- | -------- | ------- |
| Ymer Pampuri | 60 kg       | 127,5 kg   | 1.         | 90     | 12.     | 125 kg  | 10.     | 342,5 kg | 9.      |